# Peresean

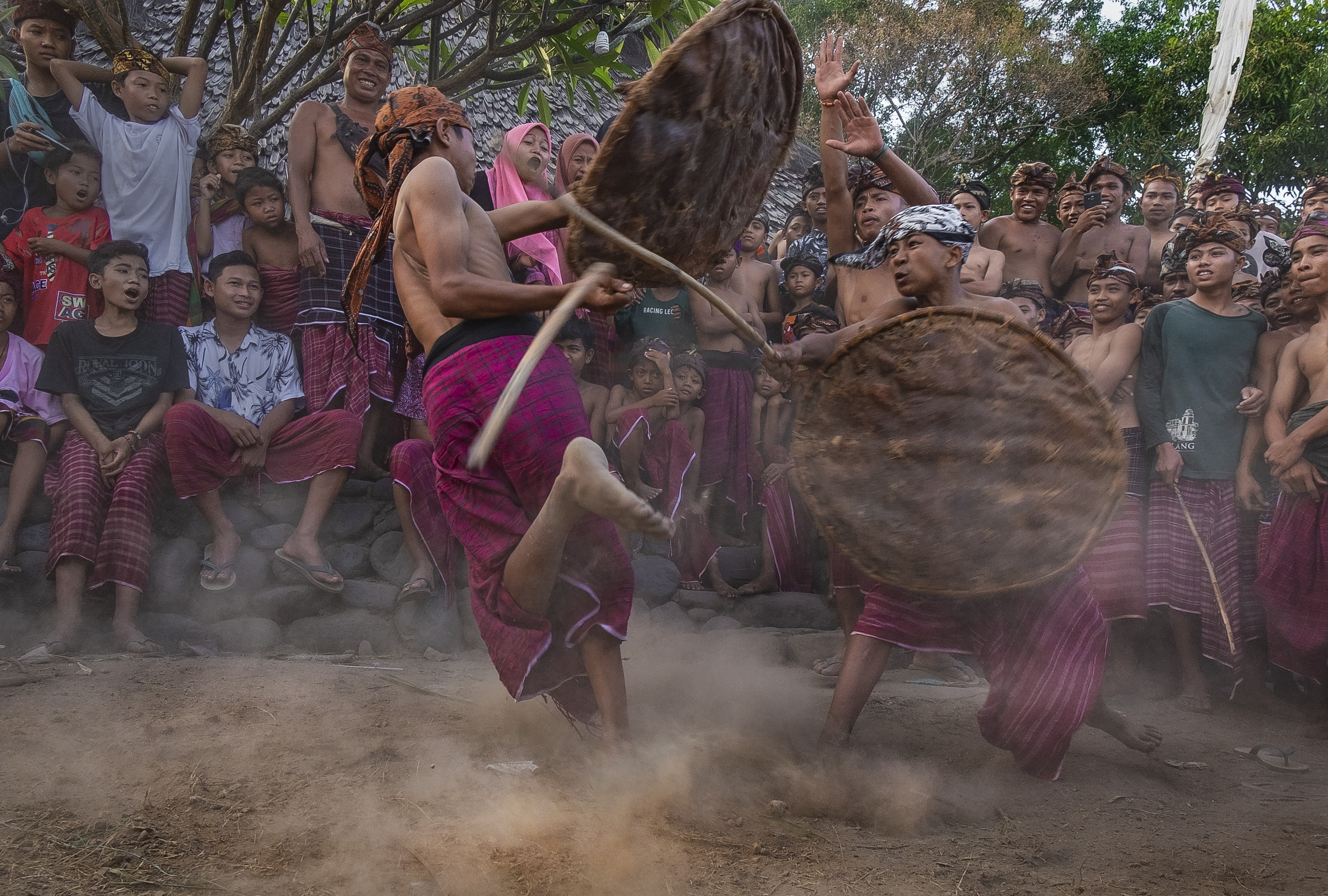
Peresean

Peresean, auch Peresehan, Perisean (sasak), ist eine Kampfsportart der Sasak auf der indonesischen Insel Lombok. 
Gekämpft wird mit einem Stock und Schild, die beide aus Rattan hergestellt werden. Der Schild ist mit Rindshaut überzogen. Die häufigsten (im Wettkampf gültigen) Treffer werden bei seitlichen Schrägstrichen erzielt. Entscheidend ist vor allem die Schnelligkeit des Angreifers sowie die Taktik des Verteidigens mit dem Schild. Verlierer eines Peresean-Kampfes ist derjenige Kämpfer, der als Erster mit dem Stock am Kopf getroffen wird. Die Kopfwunde musste traditionell mindestens ein wenig bluten, sonst wurde der Kampf fortgeführt. Umgebundene Kopftücher können heute Verletzungen verhindern. Wer Sieger der ritualisierten Bewegungsabläufe geworden ist, entscheidet ein Schiedsrichter (pekembar). Der Kampfakt wird in einer Stockkampfarena durchgeführt, deren Größe durch den Kreis der Zuschauer bestimmt wird.
Peresean wird traditionell während einer jährlichen, ngayu-ngayu genannten Zeremonie veranstaltet. In dieser Zeremonie werden Tieropfer erbracht, mit denen die Götter der Natur, insbesondere der Regengott, gnädig gestimmt werden sollen. Heute finden die Kämpfe auch bei weltlichen Feiertagen, besonders anlässlich des indonesischen Unabhängigkeitstages statt. Peresean hat sich im Lauf der Zeit von seiner kultischen Funktion entfernt und zu einem eher sportlichen Wettkampf verändert. Die Begleitmusiker spielen Fasstrommeln (kendang) und als einziges melodieführendes Instrument die Bambusflöte suling. Zusätzliche Bronzegongs sind ein Zeichen für die Verankerung der Musik in der musikalischen Tradition der Sasak.